# Südliche Pyramide von Masghuna
Die südliche Pyramide von Masghuna ist ein altägyptisches königliches Grabmal, das während der 12. oder 13. Dynastie errichtet wurde. Das Bauwerk blieb unvollendet. Welcher Pharao hier beerdigt werden sollte, ist unbekannt. Entsprechende Schriftzeugnisse wurden bisher nicht gefunden. Aufgrund baulicher Ähnlichkeiten zur Hawara-Pyramide Amenemhets III. wird sie jedoch meist dessen Sohn Amenemhet IV. zugeordnet. Parallel dazu gilt die Nördliche Pyramide von Masghuna als Grabmal seiner Schwester Nofrusobek, der letzten Herrscherin der 12. Dynastie. Allerdings rechnen einige Forscher beide Bauwerke bereits zur 13. Dynastie. Nach einer neueren Untersuchung scheint allerdings eher die südliche Pyramide von Masghuna das Grabmal der Neferusobek zu sein.
Die bisher einzige Untersuchung der Pyramide fand 1910 durch Ernest Mackay statt.

## Die Pyramide

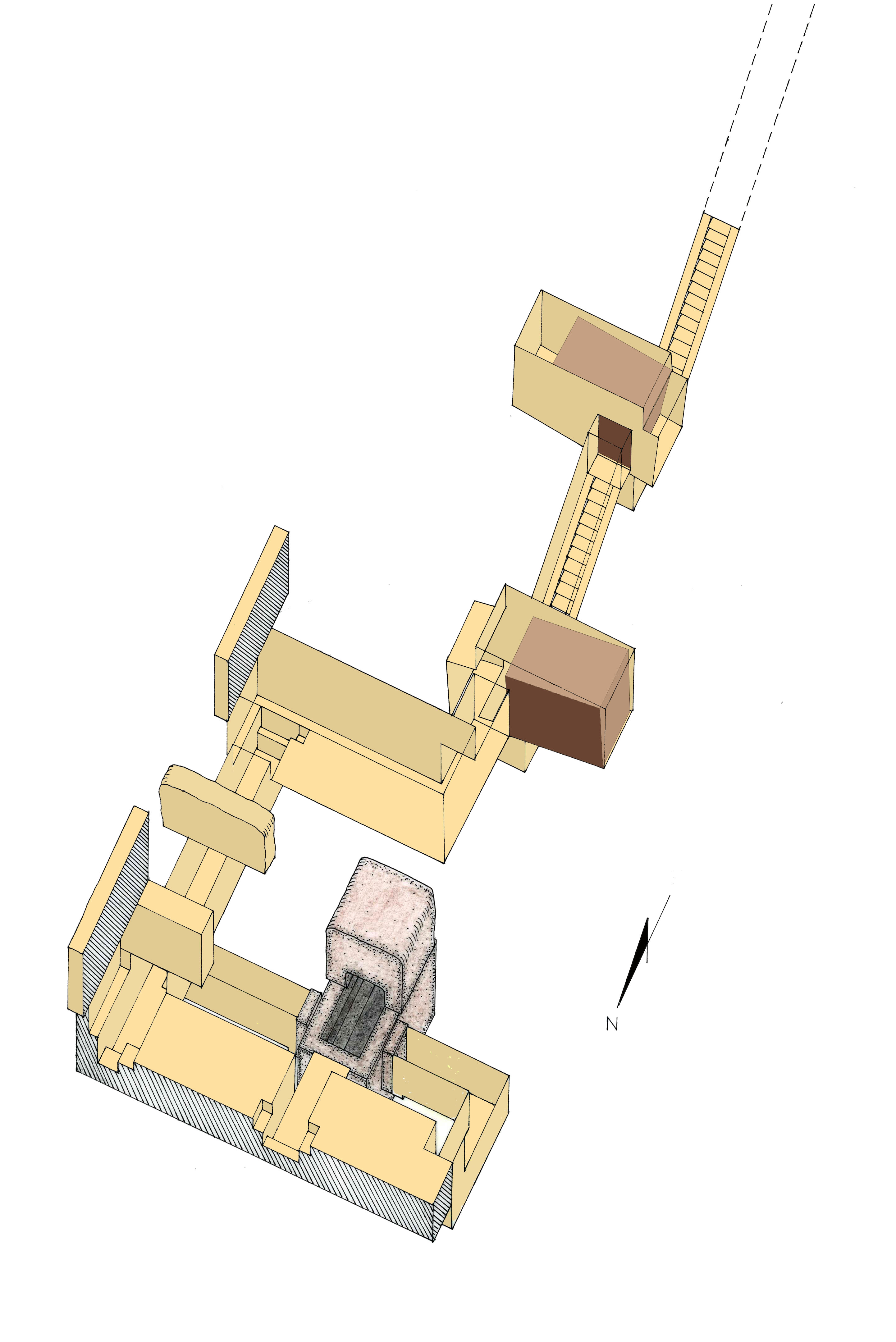
Das unterirdische Kammersystem

Die Pyramide hat eine Seitenlänge von 52,50 m (100 Ellen). Das Kernmauerwerk besteht aus Ziegeln und erreicht nur eine Höhe von ein bis zwei Lagen. Verkleidungssteine wurden nicht gefunden, daher lassen sich keine näheren Angaben über den geplanten Neigungswinkel und die Höhe machen.

## Die Substruktur
In der Mitte der Südseite befindet sich der Eingang der Pyramide. Eine Treppe führt hinab zu einer kurzen horizontalen Passage. Hier befindet sich eine Wandnische, von wo aus ein Blockierungsstein in den Gang geschoben worden war. Eine weitere Treppe führt zu einer zweiten Blockierung, die allerdings nicht verschlossen wurde. Über ein U-förmiges Kammersystem gelangt man schließlich in die Grabkammer, die durch ein Giebeldach gekrönt ist. In ihr fand sich ein leerer Granit-Sarkophag sowie einige wenige Grabbeigaben (drei Lampen aus Kalkstein, ein Alabaster-Gefäß in Form einer Ente, ein Schminkgefäß aus Alabaster und ein Stück polierter Speckstein).

## Der Pyramidenkomplex

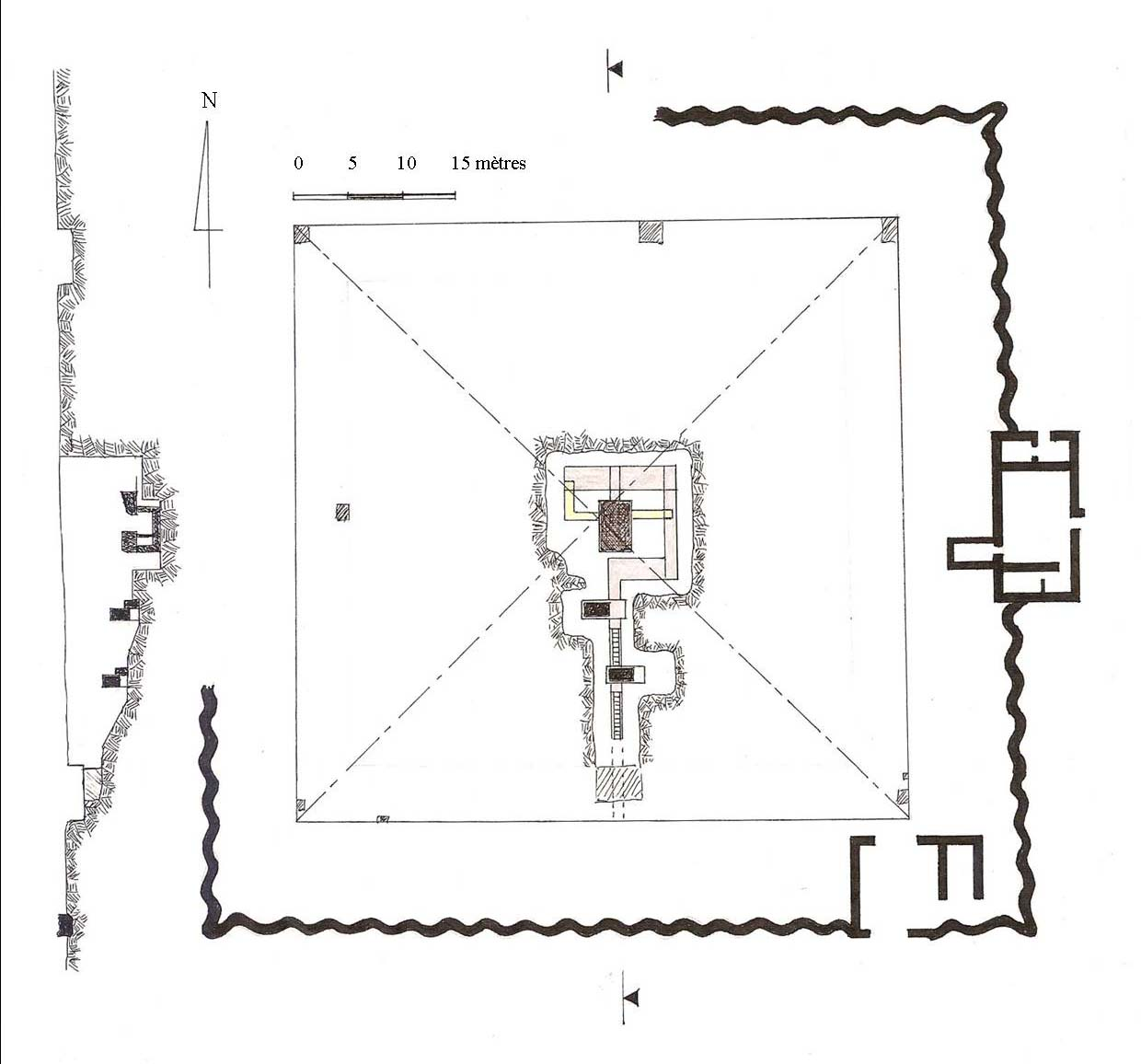
Grundriss des Pyramidenkomplexes

Der Komplex ist von einer wellenförmigen Mauer umgeben. In der Mitte der Ostseite ist darin eine Kapelle eingebaut. Sie besteht aus einer großen zentralen Kammer mit jeweils zwei Magazinräumen an jeder Seite. An die Südwestecke der zentralen Kammer schließt sich eine Opferhalle mit Gewölbedach an.

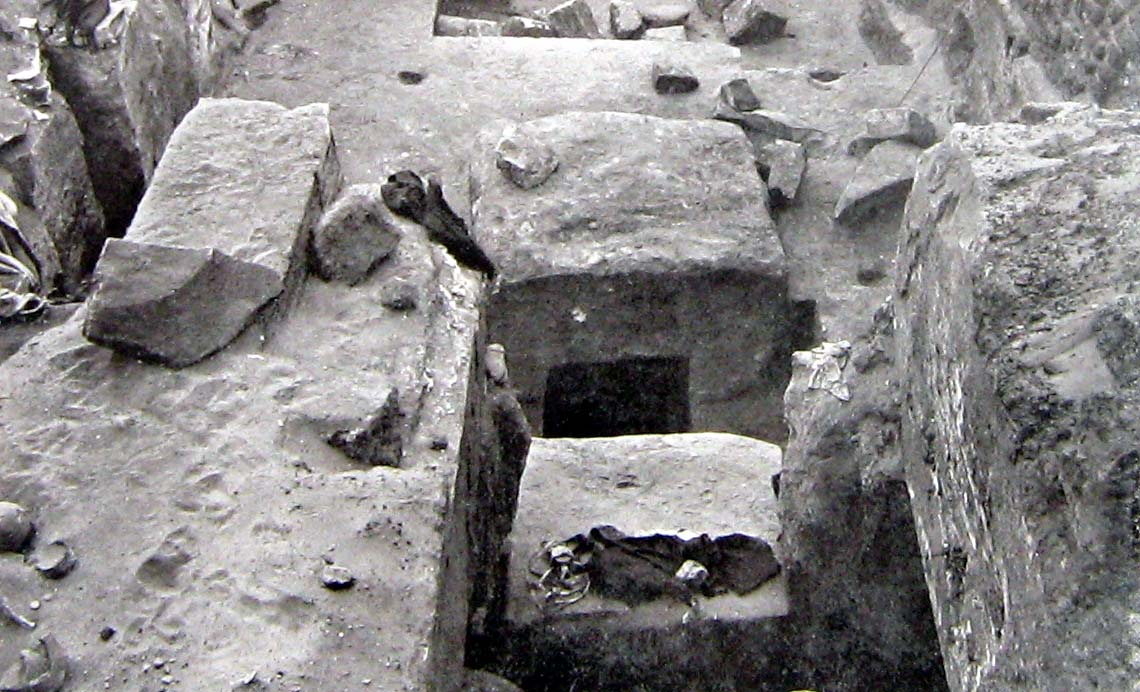
Der Sarkophag-Deckel
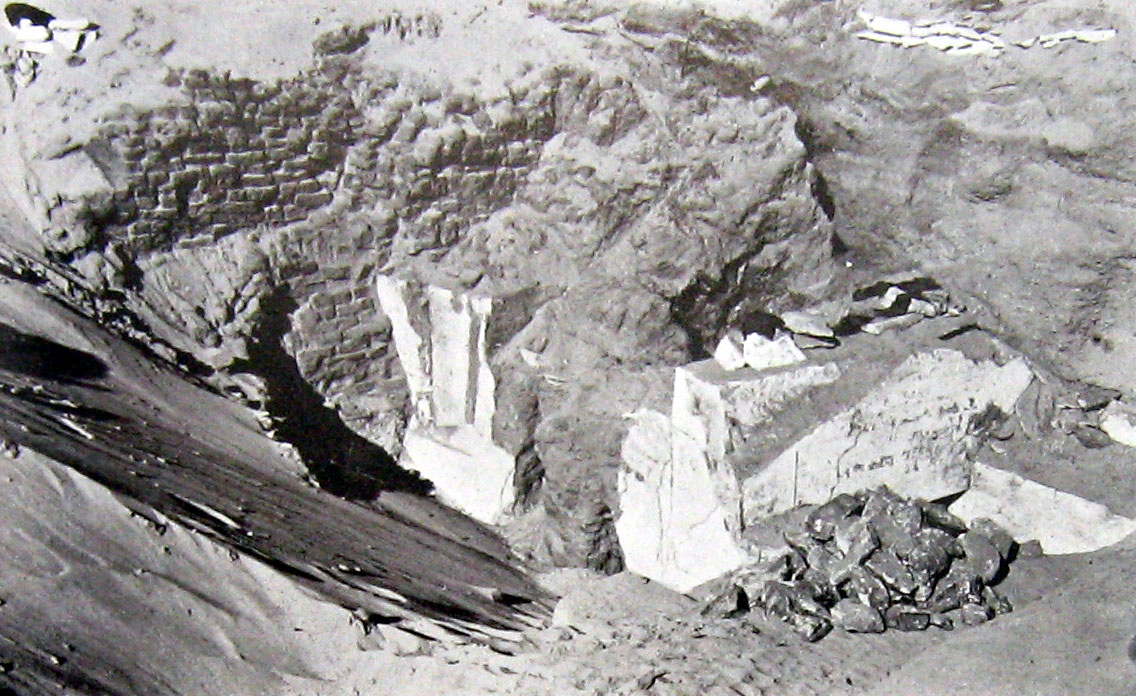
Deckenblöcke aus Kalkstein
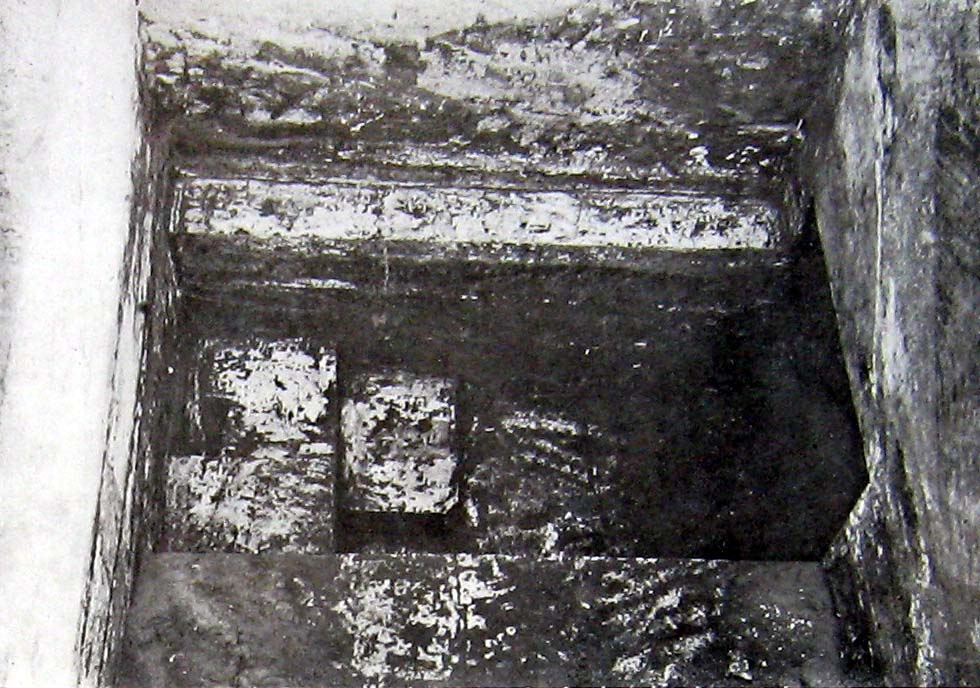
Treppe östlich der Vorkammer
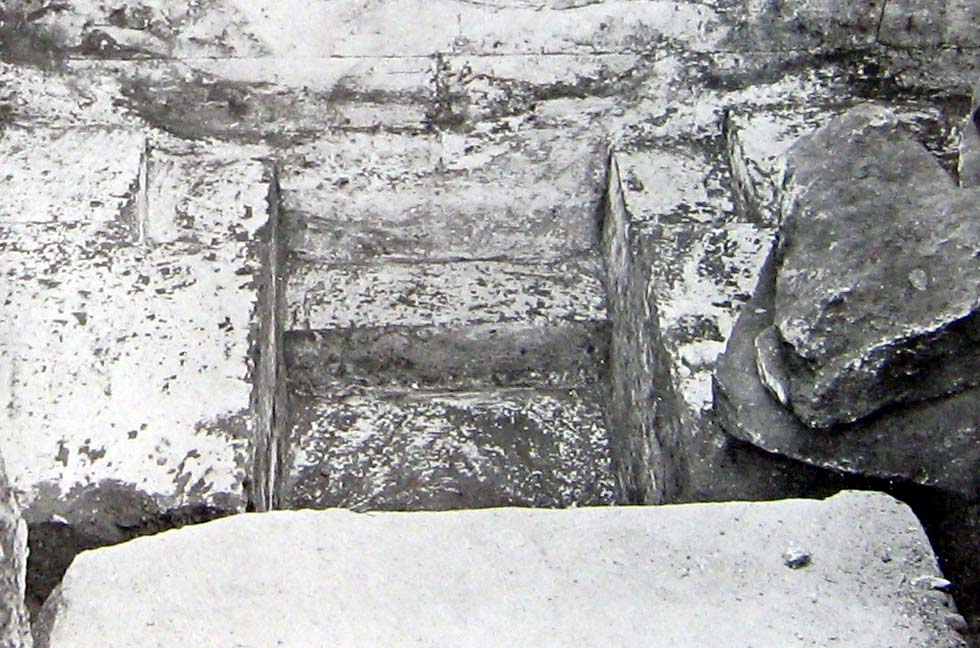
Zur Grabkammer führende Treppe
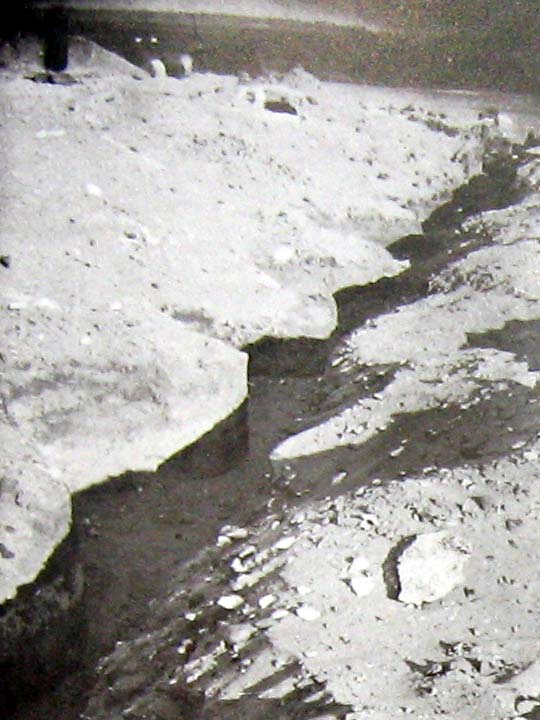
Umfassungsmauer